# Comuna Drozdiv, Hoșcea
Drozdiv (în ucraineană Дроздів) este o comună în raionul Hoșcea, regiunea Rivne, Ucraina, formată din satele Drozdiv (reședința), Horbiv și Mîkulîn.

## Demografie
Componența lingvistică a comunei Drozdiv
     Ucraineană (99,38%)
     Alte limbi (0,62%)
Conform recensământului din 2001, majoritatea populației comunei Drozdiv era vorbitoare de ucraineană (99,38%), existând în minoritate și vorbitori de alte limbi.